# سير نبي
سير النبي (بالتركية العثمانية: سیر نبی)‏ هي ملحمة عثمانية عن حياة النبي محمد ، اكتملت حوالي عام 1388، كتبها مصطفى ابن يوسف أرضروم ، وهو درويش مولوي بتكليف من السلطان برقوق ، الحاكم المملوكي في القاهرة . يستند النص إلى كتابات أبو الحسن البكري وابن هشام من القرن الثالث عشر. قام مصطفى بن فالي برسم هذه الملحمة لاحقًا في أواخر القرن السادس عشر، بتكليف من السلطان مراد الثالث . 

## مخطوطة عثمانية
أمر الحاكم العثماني مراد الثالث (1574 – 1595) بنسخة فخمة مصورة من الملحمة، والتي وُصفت بأنها "أكبر دورة منفردة للرسم الديني في الفن الإسلامي " و"التصوير البصري الأكثر اكتمالاً لحياة النبي محمد". ".  كان الخطاط الشهير لطفي عبد الله (لطفي عبد الله) مسؤولاً عن ورشة العمل في القصر الملكي، وأكمل العمل في عهد خليفة مراد محمد الثالث ، في 16 يناير 1595. يحتوي العمل المكتمل على 814 منمنمة في ستة مجلدات، والتي تتضمن العديد من صور محمد ، الذي يظهر دائمًا بوجه محجب، كما كان التقليد خلال تلك الفترة الزمنية؛ كما أنه محاط باللهب، وهو المعادل الشرقي لـ هالة . أسلوب المنمنمات مميز، ولا يدين بأي شيء للمعالجات السابقة لهذه المواضيع، فضلاً عن كونه "مختلفًا بشكل لافت للنظر" عن الأسلوب الواقعي الطبيعي للمنمنمات العثمانية ؛ أصوله لا تزال غير واضحة. هناك عدد قليل من الشخصيات في كل مشهد، ولا توجد مناظر طبيعية واسعة النطاق، و"قمع التفاصيل". 
المجلدات الأول والثاني والسادس موجودة في متحف توبكابي ؛ المجلد الثالث موجود في مكتبة نيويورك العامة ؛ المجلد الرابع موجود في مكتبة تشستر بيتي في دبلن،  والمجلد الخامس مفقود، وكذلك حوالي 200 من المنمنمات إجمالاً. ويوجد نحو عشرين من المنمنمات في أيدي هواة جمع التحف من القطاع الخاص. تم بيع أربعة منها في فندق فندق دروو في باريس في مارس 1984.[بحاجة لمصدر] يوجد صفحتان من المجلد الرابع في مجموعة الخليلي للفن الإسلامي . 
وتوجد نسخة من المجلد الرابع من القرن السابع عشر، تم صناعتها في البلاط ، في متحف الفنون التركية والإسلامية ، من السلطان أحمد ، إسطنبول . أهدته والدة السلطان لمكتبة في آق سراي بإسطنبول عام 1862 – 1863. 

## معرض الصور

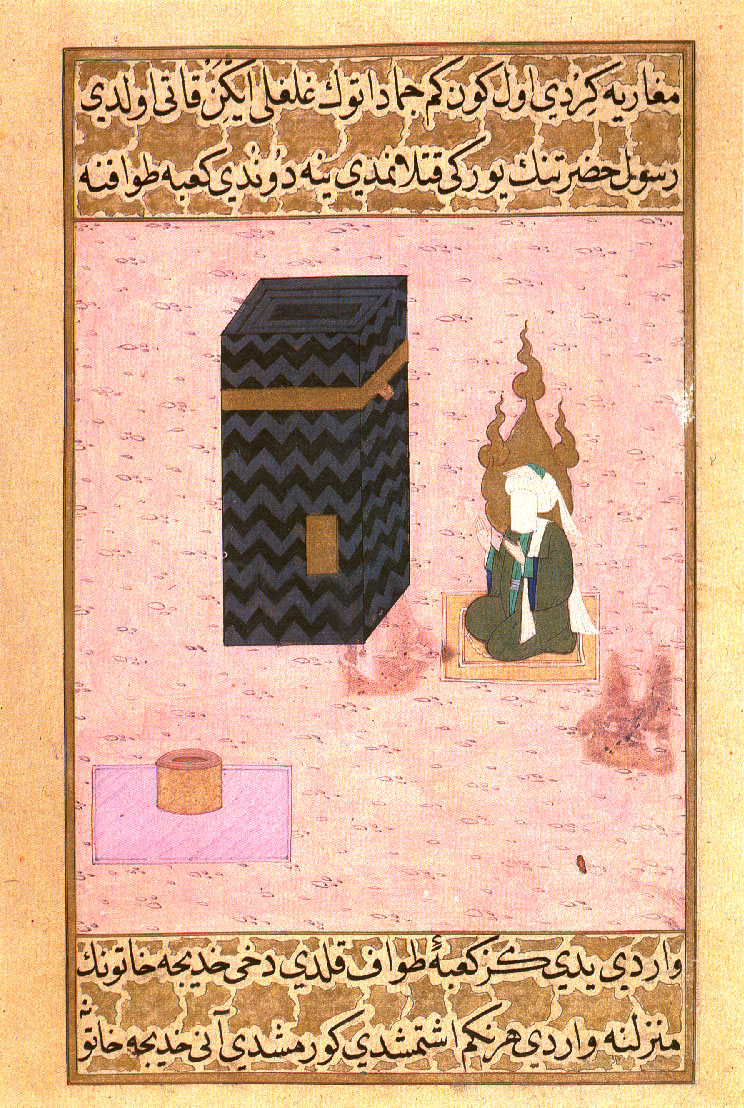
النبي محمد في الكعبة
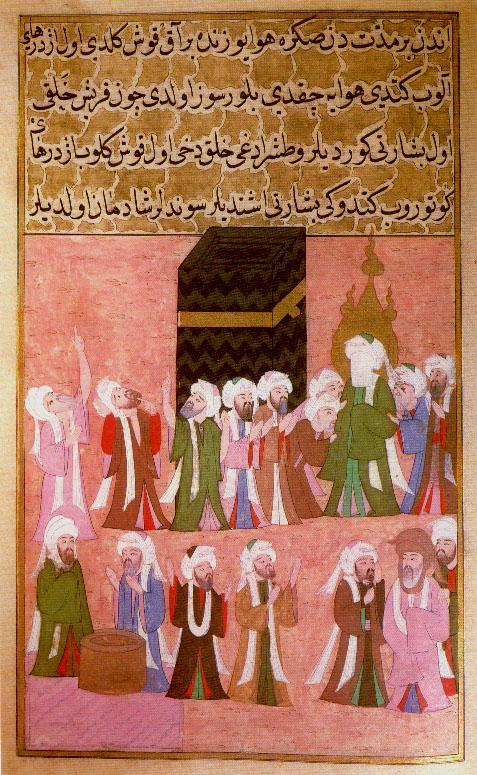
النبي محمد يخرج تنيناً من الكعبة
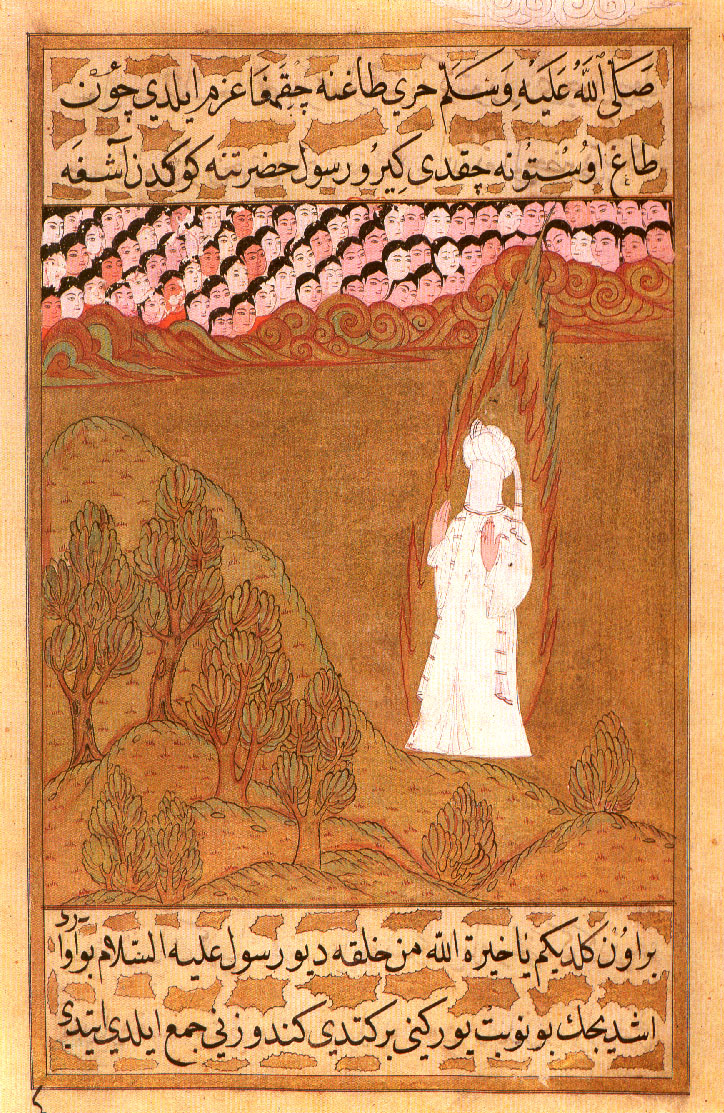
النبي محمد في جبل حراء
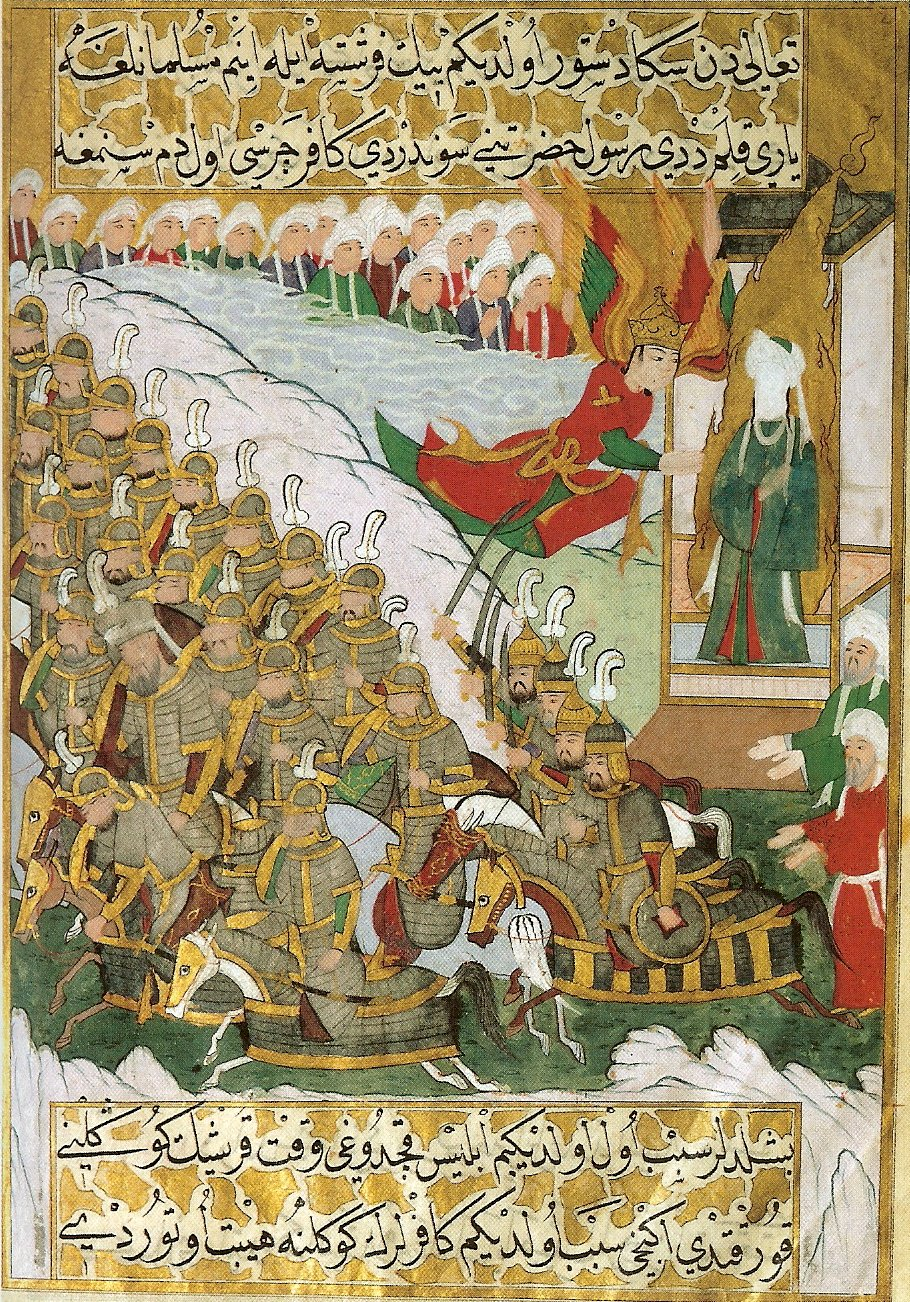
النبي محمد فيغزوة بدر
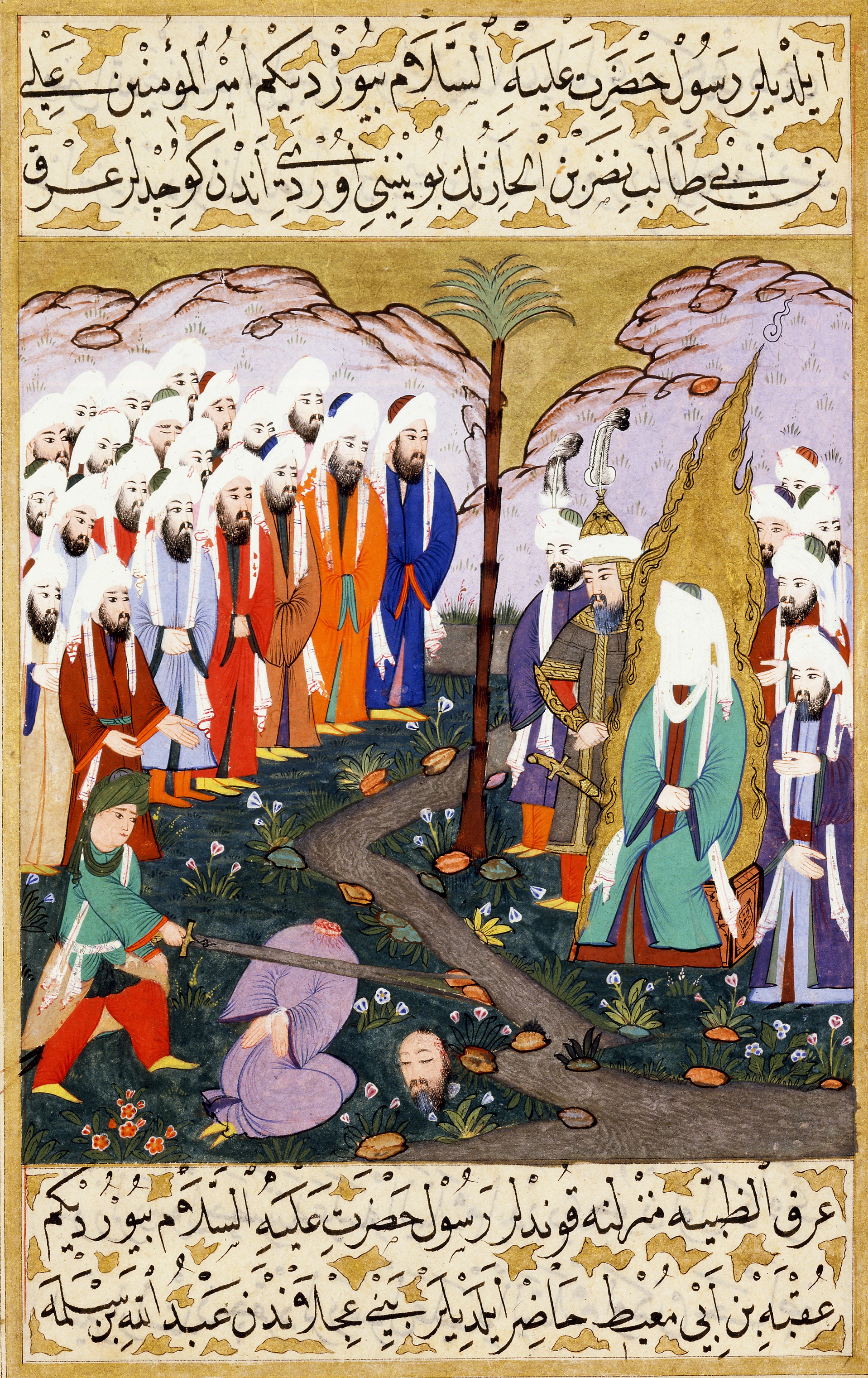
علي يقطع الرأس النضر بن الحارث امام النبي محمد ذويهم
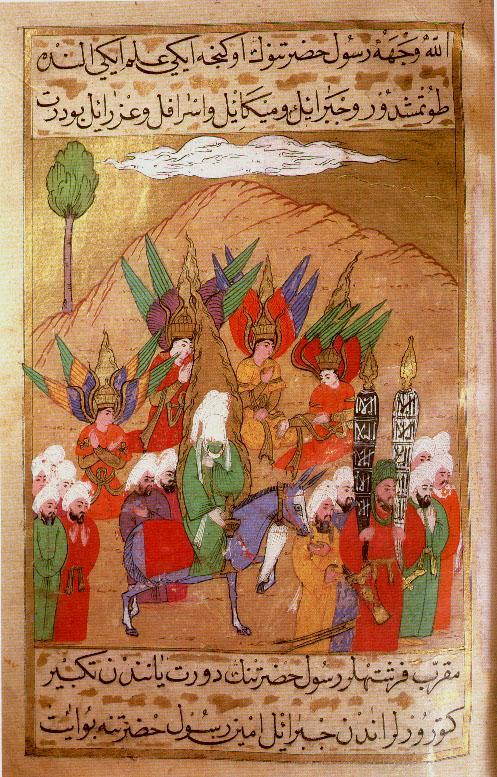
النبي محمد يتقدم نحو مكة ومعه الملائكة جبريل وميكائيل وسرافيل وعزرائيل
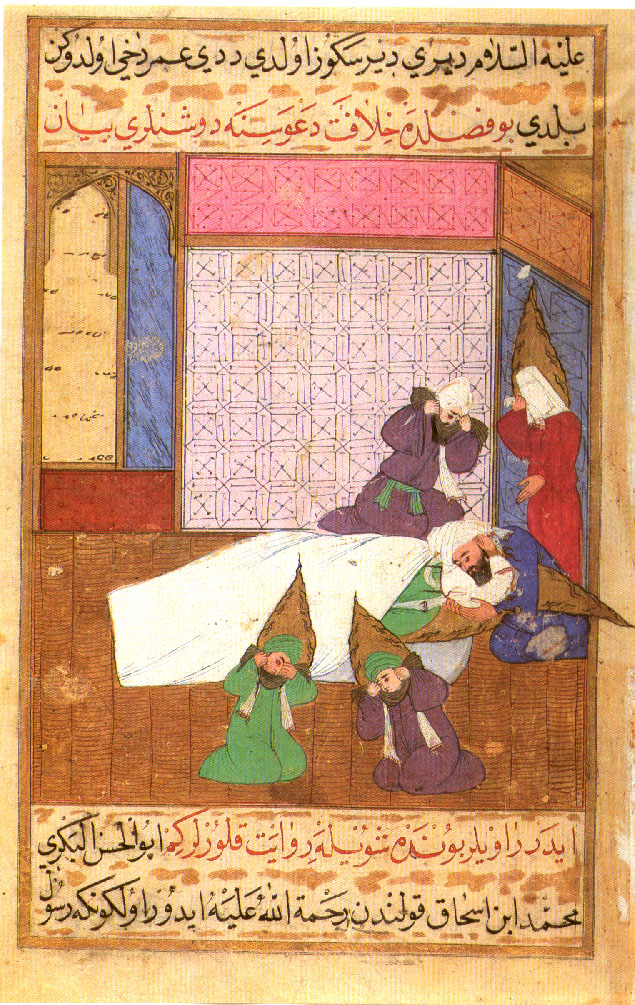
وفاة النبي محمد
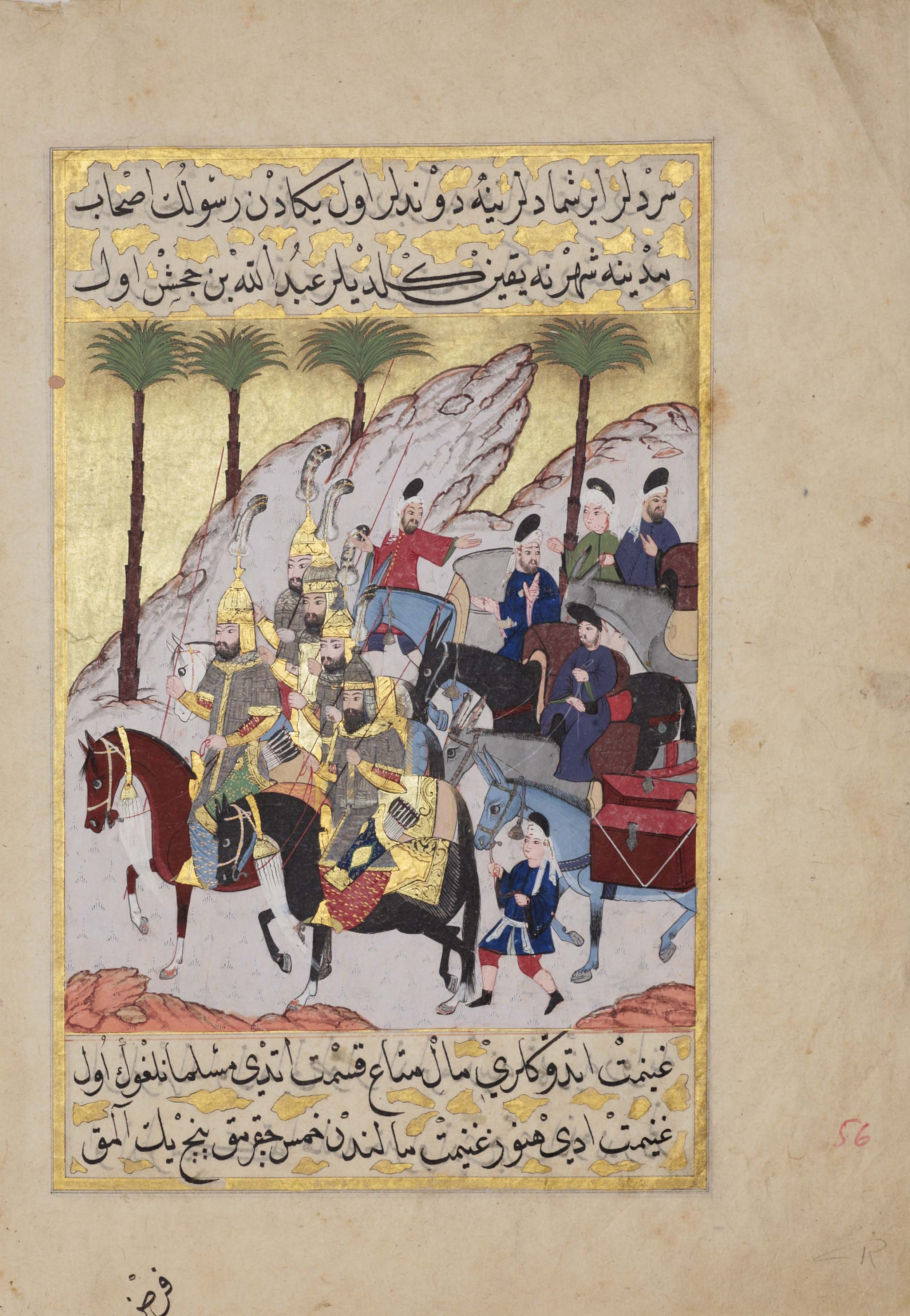
قافلة بقيادة عبد الله بن جحش تعود إلى المدينة المنورة من غارة لنبي محمد.
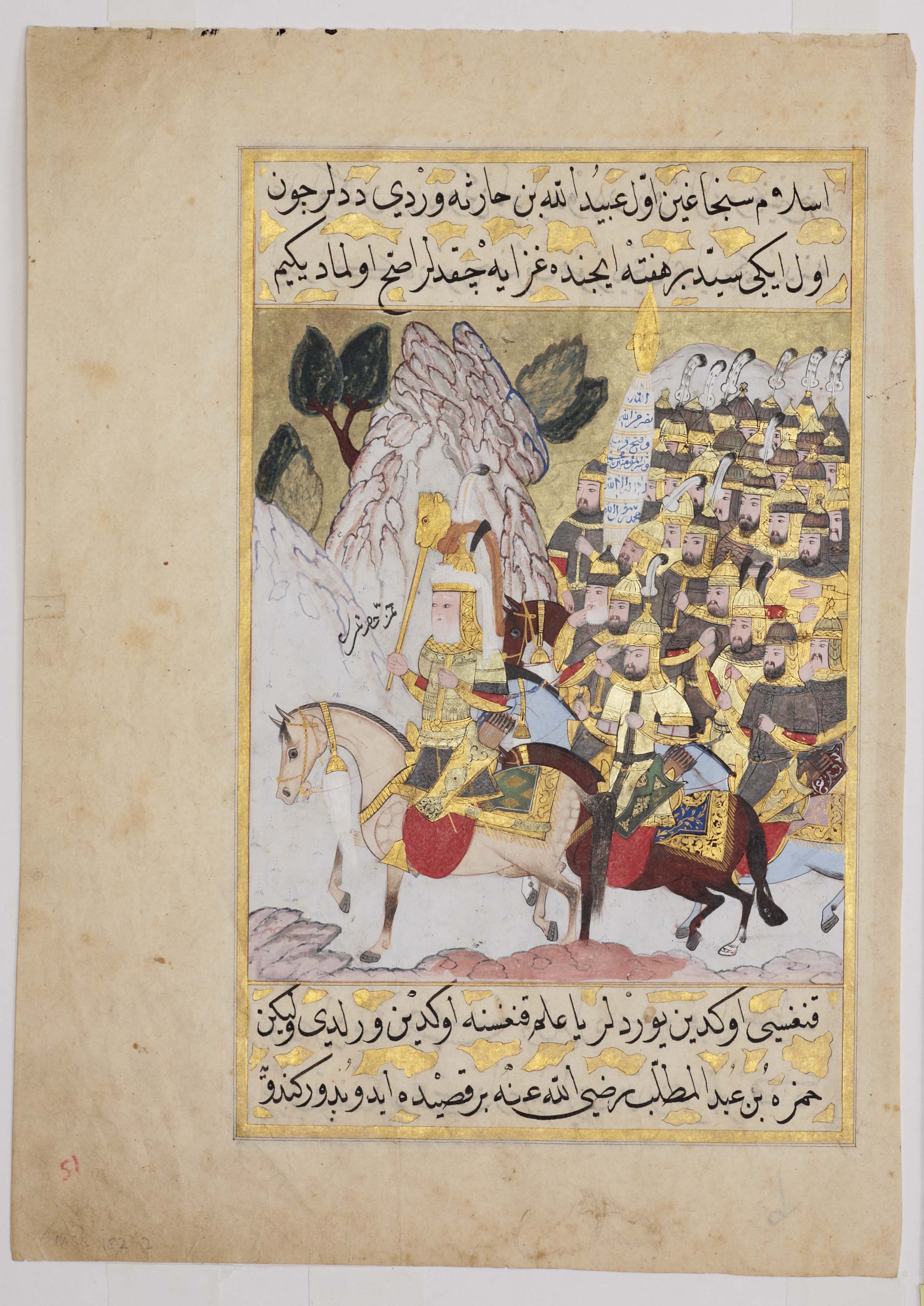
عبيد بن الحارث وحمزة بن عبد المطلب يقودان القوات ضد أبو جهل

## أنظر أيضا
- قصص الأنبياء

## ملحوظات
1. ↑  ""The Angel Gabriel meets 'Amr ibn Zaid (the Shepherd)", Folio from a Siyer-i Nebi (the Life of the Prophet)". www.metmuseum.org. مؤرشف من الأصل في 2023-08-27. اطلع عليه بتاريخ 2022-07-11.
2. ↑  Fisher, 75
3. ↑  Blair & Bloom, pp. 245 (quoted) – 247
4. ↑  Page from Chester Beatty نسخة محفوظة 2017-09-12 على موقع واي باك مشين.
5. ↑  "Islamic Art | Two Folios from the Siyer-i Nebi". Khalili Collections (بالإنجليزية الأمريكية). Archived from the original on 2024-01-17. Retrieved 2021-08-11.
6. ↑  Discover Islamic Art, Museum with no Frontiers نسخة محفوظة 2016-07-07 على موقع واي باك مشين.